# Lijst van voetbalinterlands Angola - Zimbabwe (vrouwen)
Deze lijst van voetbalinterlands is een overzicht van alle officiële voetbalinterlands tussen de nationale vrouwenteams van Angola en Zimbabwe. De landen hebben tot nu toe tien keer tegen elkaar gespeeld. 

## Wedstrijden
| №  | Plaats   | Datum            | Competitie                          | Wedstrijd         | Uitslag            |
| -- | -------- | ---------------- | ----------------------------------- | ----------------- | ------------------ |
| 1  | Oghara   | 8 december 2002  | Afrika Cup 2002                     | Zimbabwe − Angola | 1 − 1              |
| 2  | Harare   | 26 oktober 2003  | Olympische Spelen 2004 kwalificatie | Zimbabwe − Angola | 0 − 0              |
| 3  | Luanda   | 8 november 2003  | Olympische Spelen 2004 kwalificatie | Angola − Zimbabwe | 1 − 0 n.v.         |
| 4  | Lusaka   | 22 augustus 2006 | Vriendschappelijk                   | Angola − Zimbabwe | 1 − 3              |
| 5  | Lusaka   | 24 augustus 2006 | Vriendschappelijk                   | Zimbabwe − Angola | 1 − 0              |
| 6  | Dundo    | 1 mei 2011       | Vriendschappelijk                   | Angola − Zimbabwe | 1 − 1              |
| 7  | Harare   | 15 mei 2011      | Vriendschappelijk                   | Zimbabwe − Angola | 2 − 0              |
| 8  | iBhayi   | 31 juli 2019     | COSAFA Women's Cup 2019             | Zimbabwe − Angola | 4 − 1              |
| 9  | Luanda   | 20 februari 2025 | Afrika Cup 2025 kwalificatie        | Angola − Zimbabwe | 2 − 1              |
| 10 | Pretoria | 26 februari 2025 | Afrika Cup 2025 kwalificatie        | Zimbabwe − Angola | 2 − 1 (n.p. 4 - 5) |

## Samenvatting
| Competitie                     | Totaal gespeeld | Winst Angola | Gelijk | Winst Zimbabwe | Doelsaldo Angola – Zimbabwe |
| ------------------------------ | --------------- | ------------ | ------ | -------------- | --------------------------- |
| Afrika Cup                     | 1               | 0            | 1      | 0              | 1 − 1                       |
| Afrika Cup kwalificatie        | 2               | 1            | 0      | 1              | 3 − 3                       |
| Olympische Spelen kwalificatie | 2               | 1            | 1      | 0              | 1 − 0                       |
| COSAFA Women's Cup             | 1               | 0            | 0      | 1              | 1 − 4                       |
| Vriendschappelijk              | 4               | 0            | 1      | 3              | 2 − 7                       |
| Totaal                         | 10              | 2            | 3      | 5              | 8 − 15                      |